# Anticyclone thermique
Pour les articles homonymes, voir Anticyclone (homonymie).

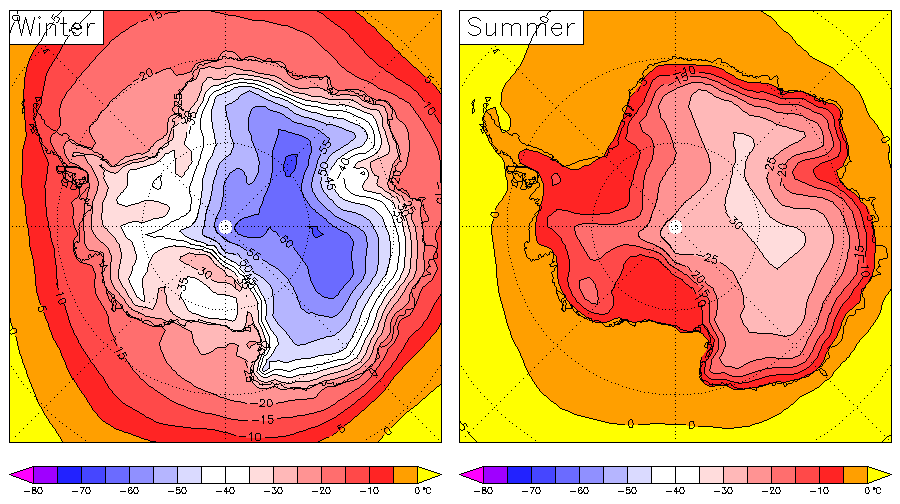
Température de surface en Antarctique en hiver et en été qui donnent lieu à la formation d'un anticyclone thermique.

Un anticyclone thermique, ou anticyclone à cœur froid, est une zone fermée de haute pression atmosphérique relative à celle du voisinage en surface et qui se développe dans une région où une masse d'air très froid règne durant une période prolongée. Ces anticyclones se forment surtout près des Pôles et les plus connus sont les anticyclones de Sibérie et de l'Antarctique.
Ces systèmes météorologiques ont en général une épaisseur réduite et bougent peu de leur région source. Ils sont surmontés par une dépression en altitude qui devient un vortex polaire. Leur sens de rotation est lié à la force de Coriolis : il tourne dans le sens horaire dans l'hémisphère nord et dans le sens anti-horaire dans l'hémisphère sud.

## Développement

Graphique montrant le changement de pression avec la hauteur et le mouvement de l'air.

Dans les régions polaires, la surface terrestre garde de façon persistante une température très basse et l'air sus-jacent à cette zone se refroidit. L'air près du sol se contracte et contient par conséquent plus de particules par volume que les régions environnantes ce qui donne une pression atmosphérique plus élevée dans la région. La pression réduite au niveau de la mer peut atteindre des valeurs exceptionnellement fortes au centre d'un anticyclone thermique.
Un tel anticyclone n'a cependant qu'une épaisseur réduite, quelques kilomètres, et se transforme en une dépression en altitude. En effet, l'air à une altitude donnée au-dessus sol est moins froid dans les régions périphériques d'un anticyclone thermique à cause du moindre refroidissement de sa masse d'air. La différence de hauteur entre deux surfaces isobares sur une verticale donnée est d'autant plus forte que les températures de la couche atmosphérique comprise entre ces deux surfaces sont en moyenne plus élevées suivant cette verticale. Il s'ensuit que dans un air très froid, l'anticyclone s'amenuise lorsqu'on gagne en hauteur, jusqu'à s'inverser et finalement devienne une dépression en altitude.

## Dynamique et climatologie
Les anticyclones thermiques se formant dans une masse d'air très froid, ils sont surtout présents dans les régions polaires en hiver. En effet, l'ensoleillement minimal et la présence de neige et de glace permet un refroidissement optimal dans ces conditions. Les anticyclones de Sibérie et de l'Amérique du Nord se développent ainsi au début de l'hiver et se dissipent au printemps. Par contre les anticyclones du Groenland et de l'Antarctique sont quasi-permanents à cause de l'épaisse couche de glace de ces régions.
La formation d'ondes de Rossby de grande amplitude dans la circulation atmosphérique va affaiblir le vortex polaire et faire descendre les anticyclones thermiques dans des régions plus près de l'équateur ou y étendre des crêtes barométriques. Ceci est particulièrement vrai dans l'hémisphère nord où le relief permet plus facilement ce genre d'onde.

## Temps associé

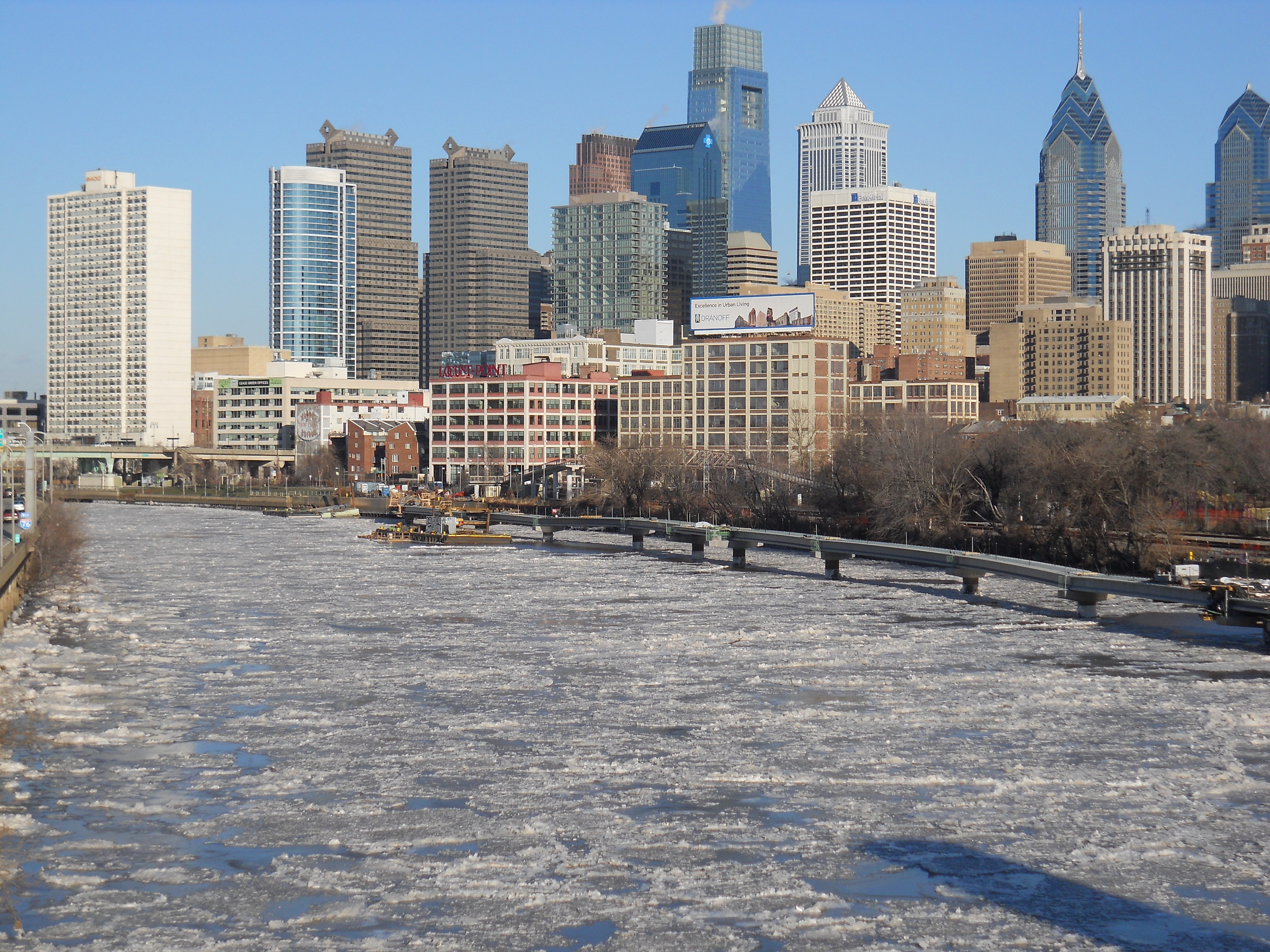
La Schuylkill, à Philadelphie, gelée par les températures glaciales dans l'anticyclone thermique lors de l'invasion du vortex polaire en 2014.

Les anticyclones thermiques se forment dans des régions très froides et sont associés avec de l'air descendant. Les nuages et les précipitations se dissipent à mesure qu'on s'approche de leur centre et les températures sont glaciales. L'humidité y est très basse et les vents sont généralement faibles, comme autour de n'importe quel anticyclone. À ces températures, il est possible cependant de se former du poudrin de glace avec un léger apport d'humidité ou de la faible turbulence.
Plus loin, sous le centre dépressionnaire en latitude, il peut y avoir de la faible pluie ou neige, selon la température en surface.
Leur déplacement étant lent, ils peuvent donc produire des périodes de froid intense prolongé. Cependant, lorsque le cœur froid est soumis au réchauffement en surface et à de la subsidence en altitude en s'éloignant de sa source, il diminue rapidement en intensité.
Dans des endroits escarpés, la différence de hauteur peut causer localement des vents catabatiques violents. Ceci se produit régulièrement le long des côtes du Groenland et de l'Antarctique, alors que l'inlandsis se termine brutalement dans la mer.